# Nashabaga
Nashabaga är ett vattendrag i Burundi.   Det ligger i provinsen Bubanza, i den nordvästra delen av landet, 50 km norr om huvudstaden Bujumbura.
Omgivningarna runt Nashabaga är en mosaik av jordbruksmark och naturlig växtlighet. Runt Nashabaga är det tätbefolkat, med 343 invånare per kvadratkilometer.